# Courboin

Courboin este o comună în departamentul Aisne din nordul Franței. În 1 ianuarie 2022 avea o populație de 301 de locuitori.